# Anastassija Alexejewna Tatarewa
Anastassija Alexejewna Tatarewa (russisch Анастасия Алексеевна Татарева; * 19. Juli 1997 in Jekaterinburg) ist eine russische Rhythmische Sportgymnastin und Olympiasiegerin.
Anastassija Tatarewa gewann zwei Goldmedaillen bei den Europaspielen 2015 in Baku. Bei den Weltmeisterschaften 2015 in Stuttgart wurde sie zweimal Weltmeisterin. Sie nahm an den Olympischen Sommerspielen 2016 teil, bei denen sie in der Rhythmischen Sportgymnastik im Mannschaftsmehrkampf mit Anastassija Blisnjuk, Anastassija Maximowa, Wera Birjukowa und Marija Tolkatschowa Gold gewann.